# David Ellefson
David Ellefson (Jackson, Minnesota, 12 de novembro de 1964) é um baixista, compositor estadunidense e é um dos co-fundadores da banda de thrash metal Megadeth junto a Dave Mustaine. 
Ellefson permaneceu na banda desde 1983 até 2000. Após sua saída, integrou as bandas Temple Of Brutality, F5, Soulfly e Killing Machine, retornando ao Megadeth no dia 8 de fevereiro de 2010 e sendo demitido da banda no dia 24 de Maio de 2021.
Rápido e técnico, David sempre chamou atenção pelas linhas de baixo que emprega nas musicas do Megadeth, onde costuma usar palheta para facilitar os saltos de corda exagerados que efetua, apesar de muitas vezes ser visto usar os dedos em uma alta velocidade. Nos clássicos "Peace Sells" ou "Trust" seu desempenho fica evidente. Utiliza baixos Jackson dizendo que são a combinação perfeita de agressividade e melodia. Ele também é referido como "Junior" para diferenciá-lo de Dave Mustaine.

## Saída do Megadeth
Em 24 de maio de 2021, após um escândalo sexual que envolveu vídeos de David Ellefson, de 56 anos, com uma jovem de idade não especificada resultou na demissão do mesmo da banda. O caso começou quando uma adolescente revelou mensagens comprometedoras entre Ellefson e a jovem, no dia 10 de maio ele confirmou as conversas, mas declarou serem "interações adultas tiradas do contexto". A saída do baixista foi informada aos fãs por meio de um comunicado da própria banda Megadeth nas suas redes sociais, o comunicado foi assinado pelo fundador, Dave Mustaine, e disse "Estamos informando aos nossos fãs que David Ellefson não vai mais tocar no Megadeth e, que estamos oficialmente nos separando", além disso, o comunicado também mencionava apesar de não estarem cientes de todos os fatos ocorrido, já com um "relacionamento difícil, o que foi revelado é suficiente para tornar o trabalho conjunto impossível para seguir em frente."

## Discografia

### Com Megadeth
- Killing Is My Business... and Business Is Good!(1985)
- Peace Sells... but Who's Buying? (1986)
- So Far, So Good... So What! (1988)
- Rust in Peace (1990)
- Countdown to Extinction (1992)
- Youthanasia (1994)
- Hidden Treasures(1995)
- Cryptic Writings (1997)
- Risk (1999)
- The World Needs a Hero(2001)
- TH1RT3EN (2011)
- Super Collider (2013)
- Dystopia (2016)
- The Sick, The Dying... and the Dead! (2022) - Gravou as linhas de baixo originais porém foram regravadas por Steve DiGiorgio após sua demissão

### Outros projetos
- Soulfly - "Prophecy" (2004)
- F5 - A Drug For All Seasons (2005)
- Avian - From The Depths of Time (2005)
- Temple of Brutality - Hidden Agenda (2006)
- Killing Machine - Metalmorphosis (2006)
- F5 - The Reckoning (2008)
- Tim "Ripper" Owens - Play My Game (2009)
- Angels of Babylon - Kingdom of Evil (2010)